# Emili Guanyavents
Emili Guanyavents i Jané, né en 1860 à Barcelone (Catalogne) et mort en 1941, est un poète et traducteur catalan, auteur des paroles d'Els Segadors (1899), l'hymne actuel de la Catalogne.

## Biographie
D'abord typographe, il participe au Congrès catalaniste d'(octobre 1880, puis collabore de manière active dans le Diari Català (1881), La Tramontane à partir de 1886, La Veu del Centre Català (1888) et avec le groupe L'Avenç, entre 1892 et 1893. Il entre en contact avec l'anarchisme moyennant la Societat Tipogràfica, comme d'autres personnages contemporains, tels que Cels Gomis i Mestres, Josep Lluís Pellicer ou Eudald Canibell.
Il participe aussi au Primer Certamen Socialista à Reus en 1885. En 1882, il fait partie du groupe anarcho-syndicaliste scindé de la Societat Tipogràfica et fonde La Solidària. À partir du 1892, il s'éloigne de l'anarchisme.
Comme poète, il admire le symbolisme d'inspiration maragallienne. Il publie des compositions à L'Avenç, et aussi plusieurs livres de poésie. Participant aux Jeux floraux, il gagne la Flor Natural dans l'édition de 1888. Comme correcteur de l'Institut d'Estudis Catalans, il corrige les œuvres d'auteurs tels que Narcís Oller et Ignasi Iglésias.

## Œuvres
- Alades (1897)
- Voliaines (1903)
- Trasplantades (1910)